# Rectoria de Santa Maria de Vilalleons
La Rectoria de Santa Maria de Vilalleons és una obra del municipi de Sant Julià de Vilatorta (Osona) inclosa en l'Inventari del Patrimoni Arquitectònic de Catalunya.

## Descripció
Antiga rectoria adossada a l'església per la part de migdia i de llevant. Presenta un portal adovellat, dos balcons al primer pis, un dels quals retalla part de les dovelles centrals del portal. Al segon pis s'hi obre una llinda de factura gòtica, i a la part dreta de la façana hi ha un cos que correspon a la sagristia i s'adossa a l'absis de l'església; les finestres d'aquell indret duen la data de 1776 i el nom de J.C. Les aigües vessen a aquest sector i a ponent. El mur de migdia té diverses obertures una de les quals presenta l'ampit decorat amb motiu geomètrics i una llosa a cada costat per posar flors. A ponent hi ha un altre portalet rectangular amb un porxo al damunt i un terrat que flanqueja els murs de l'església. Els ràfecs són fets amb lloses de pedra, mentre que els murs són de maçoneria, també hi ha elements de ressalt de pedra picada.

## Història
La rectoria, segons consta en la inscripció de les llindes, fou reconstruïda al s. XVIII (1776); data que coincideix amb les llindes de les altres cases del redós de l'església. Es considera reconstruïda perquè és de suposar que anteriorment a aquesta data hi hauria haver una altra construcció utilitzada com a habitatge pel rector. És fàcil, també, que amb el saqueig de l'exèrcit francès de l'església de Vilalleons, l'any 1654, la rectoria sortís perjudicada. Segons els documents del mas Llopart, durant la reforma de l'església, hi devia haver de rector un tal Salvador Pujals (1747-1793). Actualment s'utilitza com a casa de colònies.